# Narciso Heredia y Begines de los Ríos
Narciso Heredia y Begines de los Ríos (Gines, 11 de setembre de 1775 – Madrid, 8 de setembre de 1847) va ser un polític i diplomàtic espanyol, comte consort d'Ofalia i marquès d'Heredia, comte d'Heredia-Spínola des del 25 d'agost de 1829, Gran d'Espanya, Senador per la província de Lugo de 1837 a 1840.

## Vida
Es llicencià en les tres facultats de la Universitat de Granada i en 1793 ocuparia les càtedres de Filosofia, Elements de Matemàtiques i Dret. Va treballar com a secretari de l'Ambaixada Espanyola als Estats Units en 1801, al servei del Marquès de Casa Irujo i va prosseguir la seva carrera política com a cap de Negociat en el ministeri d'Estat. Va estar al servei del govern del rei Josep Bonaparte. Amb la derrota dels afrancesats cau en desgràcia i és bandejat a Andalusia en 1819. Quan en 1823 es produeix la restauració de l'absolutisme, i gràcies al suport d'Antonio Ugarte, un dels membres més influents de la camarilla de Ferran VII d'Espanya, va tornar en poder com a ministre de Gracia i Justícia (2 de desembre de 1823- 18 de gener de 1824).
Es va casar en primeres noces amb María de la Solitud Cerviño y Pontejos, va contreure matrimoni en 1822 amb María Dolores Salabert y Torres, IV comtessa d'Ofalia.
Es va convertir en ministre d'Estat interí el 25 de desembre de 1823, en substitució de Casa Irujo, i va ser ministre d'Estat efectiu a partir de la mort d'aquest, el 18 de gener. El nou gabinet es va enfrontar amb la greu tasca de restablir una Administració desarranjada i reconstruir l'Estat en un ambient de divisió entre els espanyols que feia summament difícil qualsevol tasca de govern. Ofalia i els seus ministres eren partidaris de realitzar una prudent revisió i reforma de l'Antic Règim i d'introduir algunes modificacions d'encuny moderat deixant a la Corona fora del conflicte. Va destacar la labor de Luis López Ballesteros en la Secretaria d'Hisenda i Luis Salazar en la de Marina, per ser els dos ministres més estables de tota la dècada i per les importants reformes que van dur a terme.
Es deia d'Ofalia i el seu gabinet que semblaven Chateaubriand moderats o gairebé mig liberals. El viratge d'orientació política va indignar als reialistes ortodoxos, que no deixarien de difamar sistemàticament al Govern. L'amnistia aprovada el 14 de maig de 1824 no va acontentar a ningú. Els reialistes la van rebre malament, perquè podria ser utilitzada pels liberals i es va considerar posteriorment que la seva aplicació va tenir efectes perniciosos. Els moderats, tant reialistes com liberals, van considerar que les excepcions incloses en el decret la convertien en raquítica i mesquina. Per als revolucionaris era paper mullat, ja que n'estaven exclosos.
Finalment, les dissensions d'Ofalia amb el mateix Ugarte el van portar a ser destituït, amb sospites de les seves tendències liberals (11 de juliol de 1824), i és bandejat per segona vegada a Almeria.
En 1827 va reprendre la seva labor diplomàtica com a ministre plenipotenciari a Londres, amb la missió que Anglaterra permetés Espanya recuperar el control de les seves colònies americanes i rebre ajut dels seus aliats. Considerat com el primer o un dels primers diplomàtics de la nació, posteriorment se li va confiar l'ambaixada a París. Gràcies a les seves bones relacions amb Lluís Felip d'Orleans Espanya fou una de les primeres potències a reconèixer-lo com a rei de França, però a canvi que abandonés el seu suport als liberals espanyols.
En 1832 va cessar en el seu càrrec i va tornar a Espanya per fer-se càrrec del nou ministeri de Foment al govern de transició de Francisco Cea Bermúdez (28 de desembre de 1832 - 29 de setembre de 1833). Sense abandonar en cap moment la seva activitat política, en 1837 va ser nomenat president del Consell de Ministres (16 de desembre de 1837 - 6 de setembre de 1838), perquè en ell es veia a l'únic arreglador de la intervenció estrangera que evités una guerra civil amb els carlistes. Va actuar en la línia del partit moderat, però el seu govern al final va ser incapaç sanejar la Hisenda, i un motí a Cadis (1838) va determinar la seva caiguda i la definitiva retirada de la política.